# 阿塞拜疆铁路博物馆
阿塞拜疆铁路博物馆是一座铁路博物馆，设于阿塞拜疆首都巴库市中心的萨本丘火车站建筑内，于2019年开放。

## 历史
阿塞拜疆铁路博物馆位于萨本丘火车站，这是巴库车站历史建筑群的三座建筑之一，于1926年7月6日投入使用。 
阿塞拜疆铁路博物馆于2019年11月19日开幕。